# Grand Prix automobile de Marseille 1936

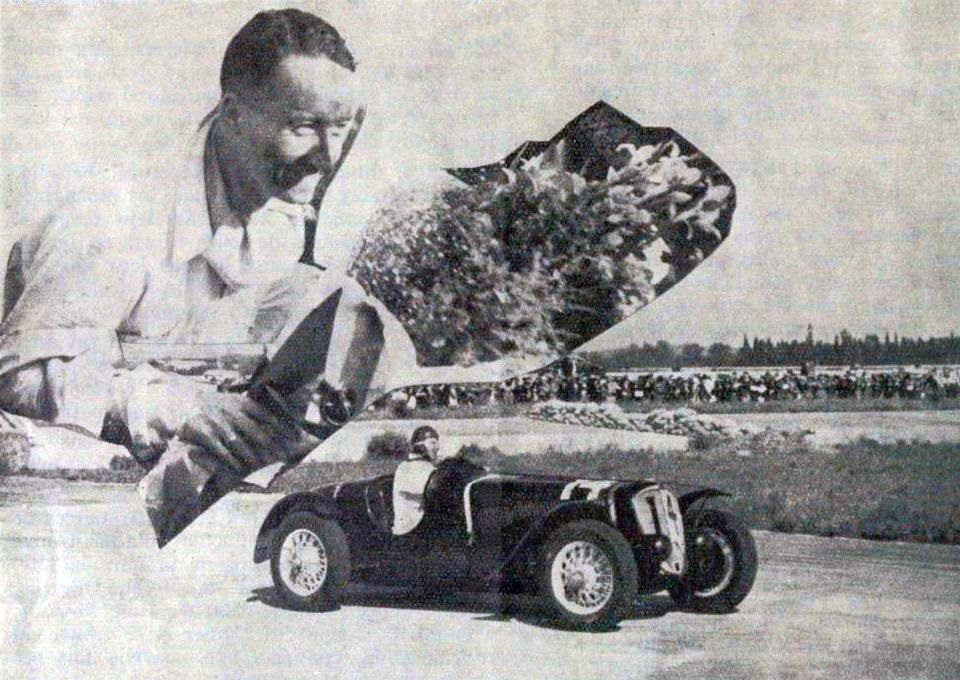
Michel Paris, vainqueur des 3 Heures de Marseille au circuit de Miramas, sur Delahaye 135CS en mai 1936.

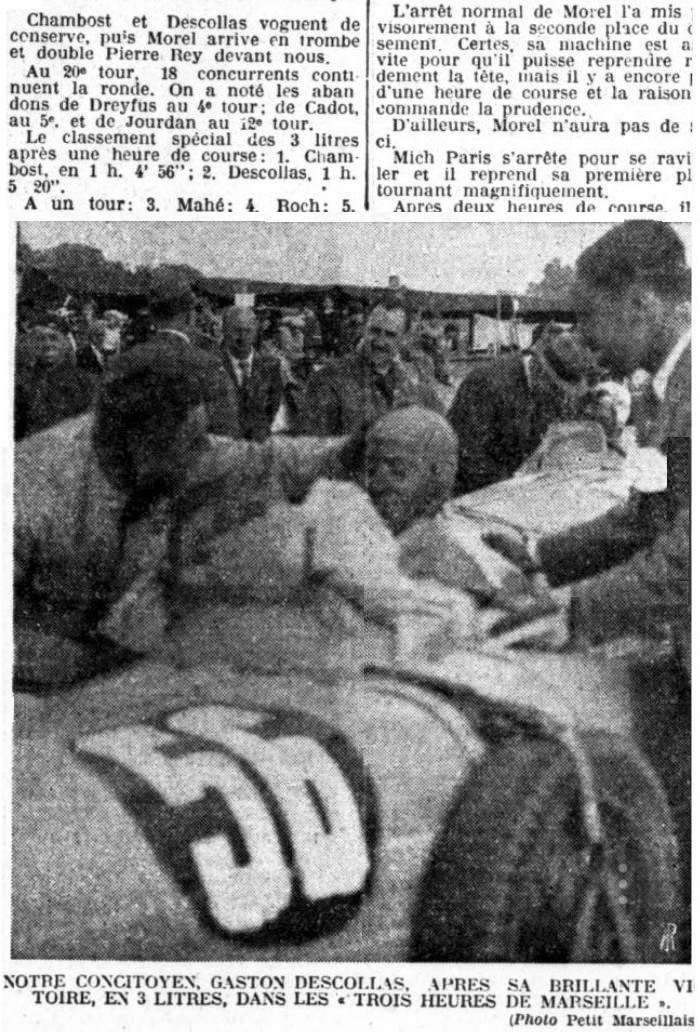
Gaston Descollas au volant de sa Bugatti, lors des 3 heures de Marseille en 1936 (victoire de classe 3L.).

Le Grand Prix automobile de Marseille 1936 (III Grand Prix de Marseille) est un Grand Prix qui s'est tenu le 24 mai 1936 sur le circuit de Miramas dans les Bouches-du-Rhône, à proximité de Marseille. La course, appelée « Les trois heures de Marseille », consiste à parcourir la plus grande distance durant cette période de temps et le pilote français « Michel Paris » s'impose.

## Classement de la course
28 pilotes prennent part à cette course.
| Pos. | Pilote                  | Écurie               | Châssis         | Tours | Temps/Abandon |
| ---- | ----------------------- | -------------------- | --------------- | ----- | ------------- |
| 1    | Michel Paris            | Privé                | Delahaye 135CS  |       |               |
| 2    | Harry Schell            | Lucy O'Reilly-Schell | Delahaye 135CS  |       |               |
| 3    | Robert Brunet           | Privé                | Delahaye 135CS  |       |               |
| 4    | Albert Divo             | Écurie Delahaye      | Delahaye 135CS  |       |               |
| 5    | René Le Bègue           | Écurie Delahaye      | Delahaye 135CS  |       |               |
| 6    | Philippe Maillard-Brune | Écurie Delahaye      | Delahaye 135CS  |       |               |
| 7    | Gaston Descollas        | Privé                | Bugatti Type 35 |       |               |